# Lòng dạ đàn bà
Lòng dạ đàn bà là một bộ phim truyền hình được thực hiện bởi Hãng phim Truyền hình Thành phố Hồ Chí Minh, Đài Truyền hình Thành phố Hồ Chí Minh cùng Hãng phim Tâm Điểm do NSƯT Hồ Ngọc Xum làm đạo diễn. Phim được chuyển thể từ tiểu thuyết cùng tên và các tiểu thuyết Dây quan, Chị Đào chị Lý của nhà văn Hồ Biểu Chánh. Phim phát sóng vào lúc 18h00 từ thứ 5, 6, 7 hàng tuần bắt đầu từ ngày 1 tháng 12 năm 2011 và kết thúc vào ngày 4 tháng 2 năm 2012 trên kênh HTV9.

## Nội dung
Lấy bối cảnh Việt Nam vào những năm đầu thập niên 1920, Lòng dạ đàn bà là câu chuyện hồi tưởng về quá khứ của ông Hội đồng Thành khi còn là một thanh niên vừa giàu có vừa bảnh trai, lúc đó ông đã tiếp xúc với 3 người phụ nữ có nhan sắc mặn mà, thế nhưng mỗi người phụ nữ lại có một lối sống khác nhau: Kim Diệp - vợ của Hội đồng Thành, có tính ghen ghét đố kỵ, mưu mô, xảo quyệt; Ba Huyền - một đào hát dịu dàng, lịch sự, bị gã chồng giang hồ tên Bảy Thẹo bắt đi moi tiền đàn ông giàu có về cho gã và Thanh Thủy - người làm buôn bán hột xoàn xuyên các tỉnh miền Đông và Tây Nam Bộ, với tư cách là bạn thân của Kim Diệp cô đã giúp đỡ Hội đồng Thành tránh xa cạm bẫy tình của Ba Huyền.

## Diễn viên
- Cao Minh Đạt trong vai Hội đồng Thành
- Vân Trang trong vai Ba Huyền[6]
- Ngọc Lan trong vai Kim Diệp
- Dương Cẩm Lynh trong vai Thanh Thủy
- Trương Minh Cường trong vai Phan Thanh Nhãn
- Nam Cường trong vai Trạng sư Thái Duy Càng
- Anh Đào trong vai Minh Nguyệt
- Minh Hoàng trong vai Hội đồng Tân
- Đông Dương trong vai Trạng sư Vĩnh Khang
- Bá Cường trong vai Bảy Thẹo
- Thanh Tuấn trong vai Ông Thái
- Trung Hậu trong vai Bà Hòa
- Công Tài trong vai Ông cả Hớn
- Huỳnh Sơn Thái trong vai Hội đồng Huỳnh

Cùng một số diễn viên khác...

## Ca khúc trong phim
- Bãi sầu hoàng hôn

Sáng tác: Ngọc Sơn
Thể hiện: Lam Tuyền
- Mắt lệ tình sầu

Sáng tác: Ngọc Sơn
Thể hiện: Hạnh Nguyên